# Riohacha
Riohacha, chamada em Wayuunaiki, "Süchiimma", é a cidade mais setentrional da Região Caribe de Colômbia, capital do Departamento de La Guajira, localizada a 1.486 quilômetros ao norte oriental da capital do país e a 160 quilômetros al norte oriental de Santa Marta. Com uma população de 202.559 habitantes (DANE 2009), é uma das cidades pós-hispânicas mais antigas da Colômbia e da América fundada em 1545. Em 1596 foi atacada pelo pirata inglês Francis Drake. É um porto na desembocadura do Rio Ranchería.